# Мерцлин, Роман Викторович
Рома́н Ви́кторович Ме́рцлин (17 октября 1903, Саратов — 11 февраля 1971, Саратов) — советский химик, доктор химических наук, проректор по научной работе (1940—1941, 1946—1950), ректор (1941—1945) Молотовского (Пермского) университета, ректор (1950—1965) Саратовского университета. Основатель научной школы физико-химического анализа, гетерогенных равновесий, разработчик оригинального метода изотермических сечений.

Мерцлин Р. В. памятная плита в СГУ

## Биография
В 1924 году окончил физико-математический факультет Саратовского университета. Преподавал химию в сельскохозяйственном техникуме им. К. А. Тимирязева (Саратовская область).
С 1928 года — старший химик-аналитик Рубежанского химического завода (Донбасс), c 1929 года — помощник заведующего лабораторией Алапаевского металлургического завода (Свердловская область).

### Работа в Перми (Молотове)
В 1929—1932 годах — преподаватель Пермского химико-технологического института и кафедры физической химии Пермского университета.
В 1932—1935 годах находился в командировке в военной академии химической защиты им. С. К. Тимошенко.
В 1935 году избран на должность профессора и возглавил кафедру неорганической химии Пермского университета; он оставался заведующим кафедрой до 1950 года (до возвращения в Саратов).
В 1937—1938 годах — декан химического факультета Пермского университета. Эту должность он унаследовал от И. И. Лапкина и передал В. Ф. Усть-Качкинцеву.
В 1939 году защитил докторскую диссертацию на тему «Расслаивание как метод физико-химического анализа многокомпонентных систем» в Московском университете в диссертационном совете под председательством академика Н. С. Курнакова.
С сентября 1940 по январь 1944 года Р. В. Мерцлин — проректор по научно-учебной работе Молотовского государственного университета им. А. М. Горького.
С 25 августа 1941 года, находясь официально в должности проректора, в связи с начавшейся Великой Отечественной войной исполнял обязанности ректора (ушедший на войну ректор А. И. Букирев, согласно приказу Наркомпроса № 910-л, значился «выбывшим на лагерные сборы»). Обязанности проректора по научно-учебной работе Р. В. Мерцлин передал Д. Е. Харитонову (поскольку это место в штатном расписании уже занято, Д. Е. Харитонов выполняет эти обязанности в качестве проректора по материальной части).
С 3 января 1944 года Р. В. Мерцлин официально был утверждён в должности ректора Молотовского университета. Эту должность он занимал до 1946 года (после возвращения А. И. Букирева с фронтов Великой Отечественной войны Р. В. Мерцлин передаёт ему пост ректора).
Преодолевая тяжелейший кадровый кризис, вызванный войной, Р. В. Мерцлин прилагал большие усилия для привлечения в университет сторонних высококлассных специалистов: будущего ректора, историка Ф. С. Горового, физика Г. А. Остроумова, геолога П. Н. Чирвинского и других.
С мая 1946 по декабрь 1950 года — проректор по научной работе. Эту должность он занял после Г. А. Максимовича, который с того же 1946 года становится проректором по учебной работе.

### Работа в Саратове
В 1950 году вернулся в Саратов. Проректорская должность после его отъезда переходит к В. Ф. Усть-Качкинцеву.
В 1950—1965 годы — ректор Саратовского университета, одновременно являлся заведующим кафедрой физико-химического анализа, а с 1965 года заведовал кафедрой неорганической химии.
Похоронен на саратовском Воскресенском кладбище.

## Семья
- Сын — Виктор Романович Мерцлин[источник не указан 1155 дней]
  - внук Роман (1950—1999) — художник-пейзажист.

## Научные достижения Р. В. Мерцлина
За время работы в Пермском университете Р. В. Мерцлиным выполнены фундаментальные исследования в области физико-химического анализа, разработан оригинальный метод исследования многокомпонентных систем — изотермический метод сечений. Научные труды, посвященные изучению жидкофазных равновесий в тройных и четверных системах, кристаллизации монотектики, сделали имя Р. В. Мерцлина широко известным в научном мире не только в стране, но и за рубежом. Он является соавтором книг «Метод сечений. Приложение его к изучению многофазного состояния многокомпонентных систем» (1969), «Гетерогенные равновесия» (1971) и автором более 120 научных статей.
Фундаментальные исследования в области физико-химического анализа стали основой развития работ прикладного характера при выборе оптимальных составов жидких и твердых систем для химических источников тока, люминофоров, катодных материалов, жидких средств различного назначения и разработки изогидрических циклов получения водорастворимых солей калия.
Развитые профессором Р. В. Мерцлиным теоретические представления и введение в экспериментальную практику нового метода исследований стимулировали дальнейшие многоплановые работы в области гетерогенных равновесий. Им создано новое направление в физико-химическом анализе: физико-химический анализ многокомпонентных гетерогенных систем.
Важны достижения Р. В. Мерцлина и во время работы в качестве заведующего кафедрой неорганической химии Саратовского университета. Он стал одним из основоположников научного направления кафедры — исследования молекулярных, супрамолекулярных систем и создания новых материалов с заданными свойствами. Вместе со своими коллегами — Я. Я. Додоновым и Н. И. Никурашиной, Р. В. Мерцлин заложил основы методологии для проведения работ по изучению различных физико-химических свойств индивидуальных, смешанных растворителей и солевых систем на их основе..

## Общественная деятельность
В Перми с 1936 года Р. В. Мерцлин являлся депутатом районного Совета депутатов трудящихся, членом президиума районного исполнительного комитета, членом областного комитета профсоюза работников высшей школы и научных учреждений.
В Саратове в 1956 году Р. В. Мерцлин был избран членом обкома КПСС.
Он был делегатом знаменитого XX съезда партии; имел много орденов и медалей в том числе за общественную деятельность.
В составе различных советских делегаций Р. В. Мерицлин посетил ГДР, Финляндию, Румынию, был руководителем делегации ректоров пяти союзных университетов в США.

## Награды, премии и звания
- 1945 — Орден Трудового Красного Знамени
- [уточнить] — Орден Ленина
- 1948 — звание Заслуженный деятель науки РСФСР
- 1970 — Медаль «В ознаменование 100-летия со дня рождения Владимира Ильича Ленина»

## Ученики и последователи Р. В. Мерцлина
- заведующий кафедрой неорганической химии Саратовского университета профессор Н. И. Никурашина[15];
- заведующий кафедрой неорганической химии Башкирского университета (ныне Уфимский университет науки и технологий) профессор Е. Ф. Журавлев[16];
- основатель кафедры неорганической и аналитической химии Тверского университета профессор И. Л. Крупаткин[17];
- профессор В. Ф. Усть-Качкинцев, доценты К. И. Мочалов; А. А. Волков, А. Д. Шевелева, С. Ф. Кудряшов, доктора химических наук Ф. Р. Вержбицкий, О. С. Кудряшова, С. А. Мазунин (Пермский университет);
- профессора Саратовского университета К. К. Ильин[18], А. Г. Демахин[19];
- Д. А. Хисаева (Уфа) Башкирский научно-исследовательский проектный институт нефти[20].

## Основные работы
- Мерцлин Р. В., Трифонов Н. А. О температурной зависимости поверхностного натяжения растворов // ЖФХ. — 1934. — Т. 5, № 8. — С. 1146—1164.
- Мерцлин Р. В. О поверхностном натяжении систем, заключающих таутамерное вещество // ЖФХ. — 1934. — Т. 5, № 9. — С. 1210—1214.
- Мерцлин P. В. О методах нахождения коннод для равновесий с жидкими фазами / Р. В. Мерцлин II Изв. биол. н.-и. ин-та при Пермск. гос. ун-те. — 1937. —Т. 11. —В. 1-2. —С. 1-16.
- Трифонов Н. А., Мерцлин Р. В. О температурном коэффициенте поверхностного натяжения двойных жидких систем без химического взаимодействия // ЖФХ. — 1934. — Т. 5, № 10. — С. 1397—1410.
- Мерцлин Р. В. О равновесии трех жидкостных фаз в трехкомпонентных системах // Журн. общей химии, 1938. т. 8, в. 17.
- Мерцлин Р. В. Расслаивание как метод физико-химического анализа многокомпонентных систем. Дис. . . . докт. хим. н. — Пермь: Перм. ун-т. — 1939.
- Мерцлин Р. В. Приложение метода сечения к определению равновесий в трехкомпонентных системах с твердыми фазами / Р. В. Мерцлин, И. Л. Крупаткин И ЖОХ. — 1940. — Т. 10. — В. 22. — С. 1999—2004.
- Никурашина Н. И., Мерцлин Р. В., Госькова И. Д. Исследование равновесия трёх жидких фаз в трехкомпонентных системах. Сообщение I // Журн. общей химии, 1959, т. 29, в. 10, — с. 3167.
- Никурашина Н. И., Мерцлин Р. В., Гагарина А. Е. Исследование равновесия трех жидких фаз в трехкомпонентных системах. Сообщение II // Журн. общей химии, 1959, т. 29, в. 10, — с. 3167.
- Мерцлин Р. В., Мочалов К. И. О пространстве состояния трех жидких фаз в четырёхкомпонентных системах. Журн. общей химии, 1959, т. 29, в. 10, c. 3172.
- Мерцлин Р. В., Никурашина Н. И. О свойствах поля расслоения тройных систем, включающих двойную преобладающую систему. Сообщение 1 // ЖФХ. — 1961. — Т. 35, № 11. — С. 2616—2622.
- Мерцлин Р. В., Никурашина Н. И., Камаевская Л. А. О свойствах поля расслоения тройных систем, включающих одну преобладающую систему. Сообщение 2 // Там же. — С. 2628—2632.
- Мерцлин Р. В., Никурашина Н. И., Петров Б. И. О свойствах поля расслаивания тройных систем, включающих двойную преобладающую систему. Сообщение 3 // ЖФХ. — 1961. — Т. 35, № 12. — С. 2770—2774.
- Мерцлин Р. В., Никурашина Н. И. О свойствах полей рассло- ения тройных систем вблизи их критических точек // ЖФХ. — 1962. — Т. 36, № 2. — С. 386—389.
- Мерцлин Р. В., Никурашина Н. И., Камаевская Л. А. О свойствах поля расслаивания тройных систем, заключающих одну двойную преобладающую систему. Сообщение 4 // ЖФХ. — 1962. — Т. 36, № 11. — С. 2491—2495.
- Мерцлин Р. В., Никурашина Н. И.  О <кривых соответствия> поля расслоения тройных систем // ЖФХ. — 1963. — Т. 37, № 7. — С. 1467—1471.
- Мерцлин Р. В., Никурашина Н. И. О необходимом и достаточном признаке установившегося равновесия жидких фаз в тройных системах // ЖФХ. — 1963. — Т. 37, № 8. — С. 1841—1845.
- Радышевская. Г. С., Никурашина Н. И. Мерцлин Р. В. О температурной зависимости равновесия трех жидких фаз в четырёхкомпонентных системах // Журн. общей химии, 1962, т. 32 , № 3, с. — 673; РЖХим, 1963, 2Б418.
- Мерцлин Р. В., Никурашина Н. И. О необходимости и достаточном признаке установления равновесия жидких фаз в трехкомпонентных системах // Журн. физич. химии, 1963, т. 37, № 8, с. 1841; РЖХим, 1964, 14Б469.
- Мерцлин Р. В., Камаевская Л. А., Никурашина Н. И. Взаимная растворимость в системе вода-бензол-метанол при 26◦C // ЖФХ. — 1966. — Т. 40, № 10. — С. 2539—2543.
- Мерцлин Р. В., Никурашина Н. И., Камаевская Л. А. О свойствах поля расслоения тройных жидких систем, заключающих одну двойную преобладающую систему // ЖФХ. — 1967. — Т. 41, № 1. — С. 8-13.
- Мерцлин Р. В., Никурашина Н. И., Остапенко Г. М. Приложение метода сечений к изучению высаливания в многокомпонентных системах. Сообщение 1. Теоретическое рассмотрение метода в приложении к тройным системам // ЖФХ. — 1969. — Т. 43, № 2. — С. 316—320.
- Мясникова К. П., Никурашина Н. И., Мерцлин Р. В. Равновесие трех жидких фаз в четырёхкомпонентных системах // Там же. — С. 416—419.
- Никурашина Н. И., Остапенко Г. М., Калюжная Т. Г. Приложение метода сечений к изучению высаливания в многокомпонентных системах. Сообщение 2. Система вода-шестиводный хлорид никеля-ацетон // Там же. — С. 420—424.
- Никурашина Н. И., Мерцлин Р. В., Остапенко Г. М. Приложение метода сечений к изучению высаливания в многокомпонентных системах. Сообщение 3. Высаливание в четырёх- компонентных системах, заключающих одну преобладающую систему // ЖФХ. — 1969. — Т. 43, № 4. — С. 891—895.
- Никурашина Н. И., Мерцлин Р. В., Иванова Г. Я., Остапенко Г. М., Ильин К. К. Приложение метода сечений к изучению высаливания многокомпонентных системах. Сообщение 4. Высаливание в четырёхкомпонентных системах, заключающих две преобладающие системы // ЖФХ. — 1969. -Т. 43, № 6. — С. 1493—1497.
- Камаевская Л. А., Никурашина Н. И., Мерцлин Р. В. О применении кривой соответствия к нахождению нод поля расслоения трехкомпонентных систем // ЖФХ. — 1969. — Т. 43, № 11. — С. 2800—2804.
- Никурашина Н. И., Мерцлин Р. В. Метод сечений. Приложение его к изучению многофазного состояния многокомпонентных систем / Н. И. Никурашина, Р. В. Мерцлин. — Саратов: Изд-во Сарат. ун-та, 1969. — 122 с.
- Мерцлин Р. В., Камаевская Л. А., Никурашина Н. И. Применение метода сечений к исследованию двухфазного жидкого состояния в конденсированных четырёхкомпонентных системах // ЖФХ. — 1970. — Т. 44, № 1. — С. 79—82.
- Камаевская Л. А., Никурашина Н. И., Мерцлин Р. В., Остапенко Г. М. Приложение метода сечений к исследованию равновесия двух жидких фаз в многокомпонентных системах. Сообщение 3. Исследование равновесия двух жидких фаз в системе вода-анилин-пиридин-изопропиловый спирт при 25◦C // ЖФХ. — 1973. — Т. 47, № 6. — С. 1389—1391.